# بینته دو هولیو (بوگوتا)
بینته دو هولیو (بوگوتا) (به اسپانیایی: Veinte de Julio (Bogotá)) یک منطقهٔ مسکونی در کلمبیا است که در بوگوتا واقع شده‌است.